# Institut für die harmonische Entwicklung des Menschen
Das Institut für die harmonische Entwicklung des Menschen in der Prieuré des Basses Loges in Avon bei Paris wurde 1922 vom kaukasischen Esoteriker Georges I. Gurdjieff gegründet. Es bestand bis 1932. Danach führte Gurdjieff die Arbeit mit verschiedenen Gruppen und einzelnen Schülern in Paris (während der deutschen Besatzung in der Rue des Colonels Rénard) sowie bei weitgedehnten Reisen in den Vereinigten Staaten fort.
Das Programm dieser esoterischen Schule verfolgte das Ziel, die Schüler zu einer voll- und eigenständigen Entwicklung ihres menschlichen Potentials zu befähigen. Schon zuvor hatte Gurdjieff in Russland bzw. im Kaukasus in ähnlicher Weise mit Schülern wie P. D. Ouspensky (der sich später von ihm trennte) und Jeanne de Salzmann zusammengearbeitet. Die Form dieser Arbeit wurde unter dem Namen Vierter Weg bekannt.
Insbesondere die charismatische Persönlichkeit Gurdjieffs zog immer mehr internationale Künstler und Intellektuelle an, darunter den Verleger und Herausgeber der epochalen Zeitschrift New Age, A. R. Orage, den amerikanischen Architekten Frank Lloyd Wright, den Psychoanalytiker Maurice Nicoll und den Physiker und Mathematiker John G. Bennett.
Im damaligen Frankreich wurde denn auch bald von den „Waldphilosophen“ gesprochen, da das Institut in einem großen Wald bei Paris lag und von dort immer wieder schillernde Geschichten an die Öffentlichkeit drangen. So wurde etwa auch der Fall der neuseeländischen Schriftstellerin Katherine Mansfield skandalisiert, die in moribundem Zustand ihre letzte Zuflucht bei Gurdjieff suchte und bald darauf unter kontrovers diskutierten Umständen in der Prieuré an ihrer Tuberkulose starb.